# История про Аполлона Тирского
История про Аполлона Тирского (бел. Гісторыя пра Апалона Цірскага) — литературный памятник ближневосточного происхождения XVII-XVIII веков на западнорусском письменном языке, версия романа об Аполлонии Тирском.

## Сюжет
В центре внимания произведения — описание приключений знатного человека по имени Аполлон из греческого города Тир, который много лет путешествует по разным странам, многое видит и попадает в самые неожиданные ситуации, но в конце рассказа с радостью возвращается домой и становится его правителем.

## История
В Беларуси произведение было распространено по знаменитому сборнику рассказов «Римские Деяния». Одна из его рукописей была переписана в Могилёве в 1688 году. Язык могилёвской рукописи представляет собой смесь западнорусского и старославянского языков XVII века.